# Gli avventurieri di Santa Marta
Gli avventurieri di Santa Marta (Rangers of Fortune) è un film statunitense del 1940 diretto da Sam Wood.

## Trama
Due cowboy vengono in aiuto in una cittadina chiamata Santa Marta sotto il controllo di un boss locale.